# Ногалес (Аризона)
Ногалес (исп. Nogales, англ. Nogales) — город в округе Санта-Круз, Аризона. Численность населения составляла 20,837 человек в 2010 году, и уменьшилось до 20,407 в 2014. Ногалес является частью объединённой статистически обособленной местности большого Тусона-Ногалеса, общее население которой составляло 1,027,683 человек в 2010 году. Город является окружным центром округа Санта-Круз.
Граничит с мексиканским городом Эройка-Ногалес.

## История

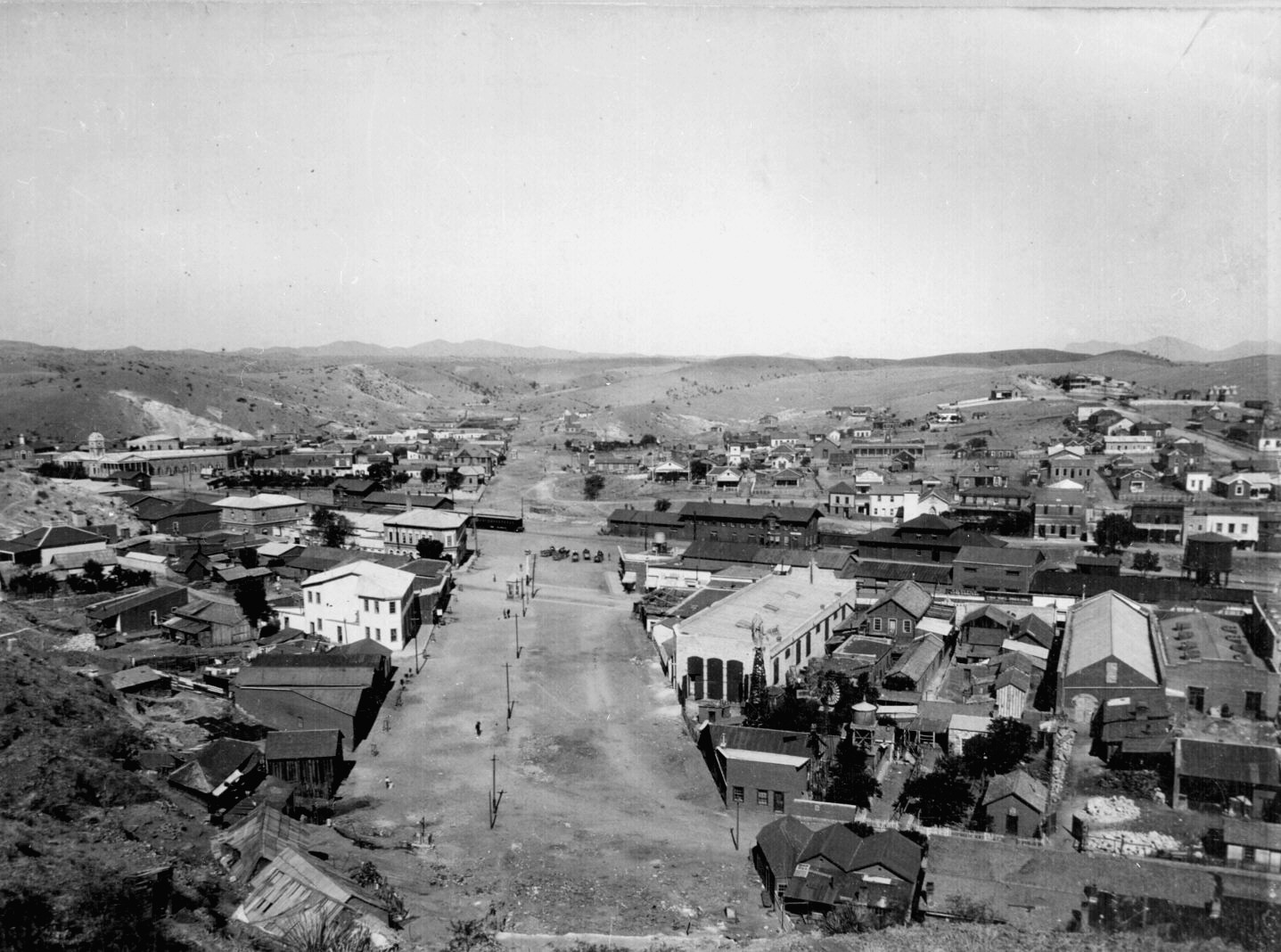
Ногалес в 1899. Показана граница между Аризоной (справа), и Сонорой, Мексика (слева).

Название «Ногалес» происходит от испанского слова означающего «грецкий орех» или «дерево грецкого ореха». Название отсылает к зарослям грецких орехов, которые когда-то стояли в перевале, где расположен Ногалес.
Ногалес был основан примерно в 1775—1776 году во время экспедиции Хуана Баутиста де Анса, и находится на Исторической Дороге Хуана Баутиста да Анса. На втором этаже музея Ногалеса находится комната посвящённая экспедиции Хуана Баутиста де Анса 1775—1776 годов.
В 1854 году город перешёл от Мексики во владения США в результате покупки Гадсдена.

## Экономика
Экономика Ногалеса в значительной степени зависит от трансграничной торговли между американскими заводами в Эройка-Ногалесе и в мексиканских штатах Сонора и Синалоа. Большая часть экономики Ногалеса зависит от сельского хозяйства и продукции дистрибьюторов, которая приходит из Мексики. Несмотря на небольшую численность населения, Ногалес получает большую выгоду от границы с мексиканским городом Эройка-Ногалес в Соноре. Большинство наблюдателей полагают, что его население составляет примерно 300 000 человек. Международная торговля составляет большую часть экономики американского Ногалеса.

## Города-побратимы
- Кандагар, Афганистан (2013)[6]
- Бишкек, Кыргызстан(2009)